# 中南大学材料科学与工程学院
28°09′51″N 112°55′53″E / 28.164222°N 112.931428°E
中南大学材料科学与工程学院是中南大学下属的一个二级学院，是中华人民共和国首批材料科学与工程一级学科博士点授权单位。

## 沿革
前身是始建于1954年的中南矿冶学院金属工艺系。1962年与1980年先后更名为特种冶金系和材料科学与工程系，2000年中南大学合并组建后，于2002年正式成立中南大学材料科学与工程与工程学院。
目前材料学院设有材料物理系，材料化学系，材料学系和材料加工系四个教学科系，拥有国家一级重点学科「材料科学与工程」，并设有多个国家重点实验室和国际研究中心。2005年1月，在黄伯云院士率领下，中南大学材料科学与工程学院及其他组成团队凭借“高性能炭/炭航空制动材料的制备技术”获得该年国家技术发明奖一等奖（而一等奖已经在1999、2000、2001、2002、2003、2004年度连续六年空缺），此次科技攻克了高性能炭/炭航空制动材料制备过程中的原子排列调控困难的技术难题，解决了中国航空制动的材料问题。

## 学科建设
学院现有材料科学与工程国家一级重点学科，下有三个国家二级重点学科：材料学、材料加工工程以及材料物理与化学。
科研平台：
- 粉末冶金国家重点实验室：实验室主任黄伯云院士、学术委员会主任左铁镛院士。
- 轻质高强国家级重点实验室
- 中南大学有色金属材料科学与工程教育部重点实验室
- 湖南省有色金属材料科学与工程重点实验室

## 著名校友
- 梁稳根: 三一集团创始人兼董事长，1983年毕业于中南矿冶学院(现中南大学)材料学专业。[13]
- 肖亚庆: 中共第十九届中央委员，现任工业和信息化部部长，党组书记。1982年毕业于中南矿冶学院金属材料系。[14]
- 金展鹏 (1938-2020): 材料学家，中国科学院院士。1963年中南矿冶学院金属学专业研究生毕业。[15]